# 리즈 서갈
리즈 서갈(영어: Liz Sagal, 영어 발음: /səˈɡɑːl/, 1967년 10월 9일 ~ )은 미국의 배우, 무용가, 각본가이다. 케이티 서갈, 조이 서갈의 동생이며, 진 서갈의 쌍둥이 자매이다.
로스앤젤레스에서 태어났다.

## 출연 작품
- 스킨헤드 (1989년)
- 하워드 덕 (1986년)
- 플래시댄스 (1983년)
- 그리스 2 (1982년)

### 텔레비전
- 선스 오브 아나키 (2008년)
- 남자 둘, 여자 하나 (1998년)
- 피켓 펜스 (1992년)